# Parveen Sultana
Parveen Sultana (asamés: বেগম পাৰৱীন চুলতানা) (nacida el 10 de julio de 1950 en Nagaon, Assam) es una cantante de música clásica indostánica asamés india.

## Biografía
Nació en Daccapatty en la ciudad Nagaon, Assam, India. Hija de Ikramul Mazid de Afganistán y Maroofa Begum de Irán. Sus abuelos eran de Afganistán pero emigraron a Irán. Ella fue asistió a la escuela de la misión. Un día, su madre Maroofa notó el talento de su hija y le pidió a su esposo que le enseñara. 
El padre de Parveen fue su primer gurú, muy estricto con ella, permitiendo que ella escuche sólo a Lata Mangeshkar y le estableció para cantar con reconocidos cantantes de la música clásica india. Ella también recibió algún tipo de formación a temprana edad por parte de su abuelo, Mohammed Najeef Khan. Por sugerencia de su padre, aprendió música desde Chinmoy Lahiri en Bengala. Mientras visitaba la casa de Chinmoy Lahiri, conoció a su próximo gurú y futuro esposo, Dilshad Khan, con quien tienen una hija.
Interpretó una canción a dúo con Dilshad Khan en un concierto en vivo, cuando ambos participaron en el Festival de Jashn en Afganistán.

## Premios
Fue galardonada con el premio Padma Shri (1976)  y Padma Bhushan (2014), otorgados por el Gobierno de la India y el Premio Académico Sangeet Natak en 1999, del Sangeet Natak Akademi, Academia Nacional de Música de Danza y Teatro de la India.

## Discografía
- An hour of Ecstasy (Raga Madhuwanti/Raga Gorakh Kalyan/Raga Mishra Bhairavi thumri/Bhajan)
- Narayani (Raga Narayani)
- Ghazals
- Begum Parveen Sultana- (Raga Salag Varali todi/Raga Lalita/ Raga Khamaj thumri)
- Enchanting Bhajans (Raga Rageshri/Bhajan/Bhajan/Bhajan)
- Ethereal Duo- with Dilshad Khan (Raga Marwa/Raga Kaushi Nat/Raga Mishra Bhairavi thumri)
- Genius of Parveen Sultana (Raga Kalavati/Raga Rageshri/Hori thumri/Malhar Mala bhajan)
- Homage to Guru (Raga Shyam Kauns/Raga Shuddh Sarang/Raga Mishra Kafi hori thumri)
- Impeccable Soprano Parveen Sultana & Innovative Tenor Dilshad Khan- with Dilshad Khan (Raga Rageshri/Raga Hansdhwani)
- Innovation Greets Tradition (Raga Sarang Kauns/Raga Miya ki Malhar)
- Khayal & Thumri (Raga Kusumi Kalyan/Raga Mangal Bhairav/Raga Bhairavi thumri)
- Marvellous Jugalbandi- with Dilshad Khan (Raga Bhatiyaar/Raga Kaushi Kanada)
- Megh-Manavi (Raga Megh/Raga Manavi/Raag Hemant thumri)
- One Plus One...In Harmony- with Dilshad Khan (Raga Multani/Raga Puriya Dhanashri)
- Le Chant Khayal de Parveen Sultana et Dilshad Khan- with Dilshad Khan (Raga Kalavati/Raga Megh Malhar/Raga Bageshri/Raga Mishra Pahadi thumri)
- Two Voices- with Dilshad Khan (Raga Puriya Dhanashri/Raga Hansdhwani/Raga Bhairavi sadra)
- Phenomenal Performance (Raga Ahir Bhairav/Raga Nand Kauns/Raga Bhairavi sadra)
- Parveen Sultana Sings Rare Melodies (Raga Rajni Kalyan/Raga Deen Todi)
- Khayal Se Bhajan Tak- with Dilshad Khan (Vol 1 to Vol 4)
- Duologue in Raga- with Dilshad Khan (Raga Kedar bhajan/Raga Leelavati/Raga Rageshri/Raga Todi) 1992
- From Dawn Until Night- with Dilshad Khan (Raga Gujri todi/Raga Kuvalaya Bhairav/Raga Ambika Sarang/Raga Bhoopali tarana/Raga Amba Manohari/Raga Jog/Raga Mishra Bhairavi thumri/Meera bhajan/Brahmanand bhajan) 1995
- Parveen (Raga Rageshri/Raga Mishra Mand) 2004
- Simply Divine (Raga Puriya Dhanashri/Raga Mishra Khamaj thumri/Raga Mishra Kedar bhajan) 2004
- Maestro's Choice Parveen Sultana (Raga Maru Bihag/Raga Amba Manohari/Raga Hansdhwani tarana) 2006
- Safar (Raga Maru Bihag/Raga Hansdhwani tarana/Raga Bhairavi sadra/Meera bhajan/Sai bhajan)
- Live from Savai Gandharva Music Festival (Raga Gujri todi/Raga Jaunpuri/Kabir Bhajan); (Raga Jog/Raga Gurjri todi/Marathi song); (Raga Lalit/Raga Komal Bhairav)
- Par Excellence (Raga Madhuwanti/Raga Jog/Raga Maluha Mand) 2011
- Zen Harmony (Raga Gujri todi/Meera Bhajan)

## Filmografía
- Pakeezah
- Do Boond Paani
- Parwana
- Razia Sultan
- Sharda
- Kudrat
- Anmol
- Gadar: Ek Prem Katha
- 1920